# Cristozoa
Cristozoa là một nhóm động vật sở hữu mào thần kinh và các dẫn xuất của chúng.
Nó bao gồm cả Craniata, cũng như các tổ tiên động vật "tiền hộp sọ" (Precraniata). Các loài động vật có mào thần kinh và "tiền hộp sọ", như Haikouella và Yunnanozoon, đều đã tuyệt chủng và chỉ tìm thấy ở địa tầng kỷ Cambri sơm thuộc tỉnh Vân Nam (Tây Nam Trung Quốc).